# 떤안
떤안시(베트남어: Thành phố Tân An / 新安)는 베트남 롱안성의 성도로 면적은 81.79km2, 인구는 165,214명(2009년 기준)이다. 메콩강 삼각주 지대에 위치한다.
탄안은 롱안의 정치, 문화, 경제, 과학 및 기술 중심지이다. 타운은 남부 주요 경제 지역의 개발에 중점을 두고 있으며 메콩강 삼각주 지역의 주요 관문인 강과 도로 교통이 주요 도로인 IA번 국도, 62번 국도, 밤꼬 떠이 강을 관통하는 메콩강 삼각주 지역의 경제 관문이다.

## 역사
1705년, 지역 개발을 위해 메콩강 삼각주 지방 떤안(당시는 新安으로 표기)의 밤꼬떠이강을 제어하는 시도가 시작되었다.
1800년, 메콩강 삼각주 지방은 모두 응우옌 왕조의 지배 하에 들어갔다.
1802년, 응우옌 왕조는 바오딘 운하의 종점에서 밤꼬 강을 떤안으로 이끌었다.
1889년 12월, 프랑스령 인도차이나는 자딘성을 4개로 분할하여 떤안와 주변 지자체를 떤안 성으로 정리했다.
1945년, 하노이에서 일어난 8월 혁명에 자극을 받아 떤안의 공산주의자들은 남부에서 처음으로 8월 21일에 궐기했다.
1956년 10월, 응오딘지엠 대통령의 지시로 떤안 성은 롱안 성에 합병되었다.
1967년, 떤안은 베트남 전쟁을 위해 미국 육군 제9보병 부대의 사령부가 설치되었다.
1970년 철수한 미군에 대신 남베트남 군이 사용했다.

## 행정구역

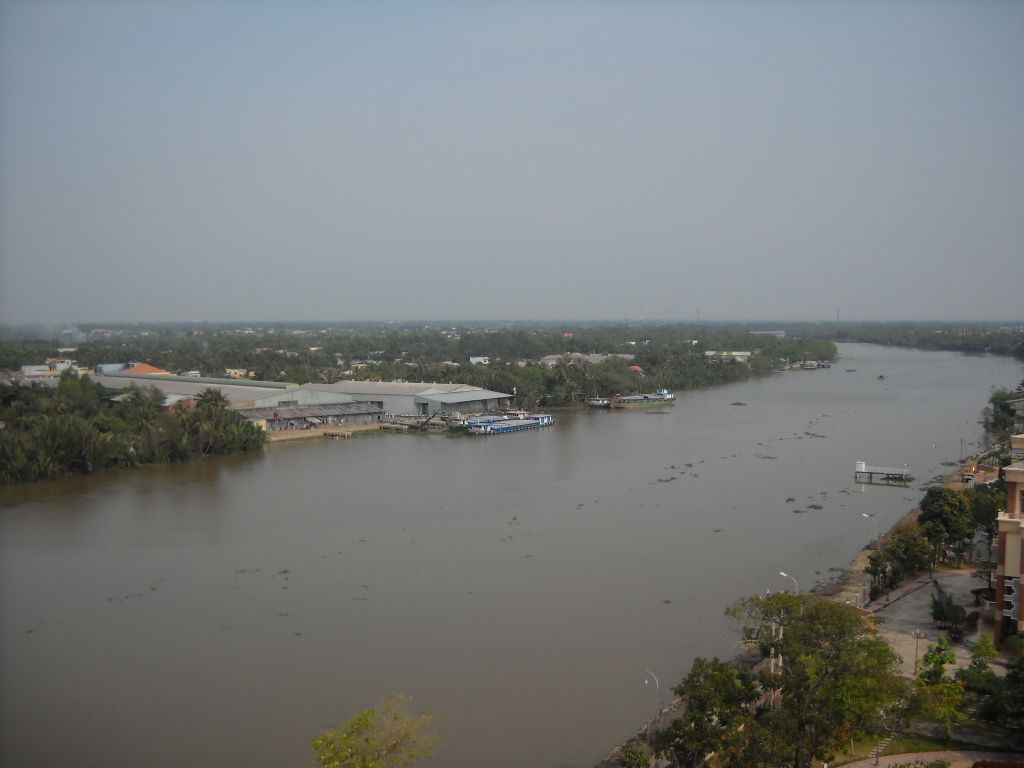
밤꼬떠이 강

떤안에는 9개의 [프엉|[방]](坊)과 5개의 사(社)가 있다.

### 방
- 1방 (Phường 1)
- 2방 (Phường 2)
- 3방 (Phường 3)
- 4방 (Phường 4)
- 5방 (Phường 5)
- 6방 (Phường 6)
- 7방 (Phường 7)
- 카인허우 (Phường Khánh Hậu / 慶厚)
- 떤카인 (Tân Khánh / 新城)

### 사
- 안빈응아이 (An Vĩnh Ngãi / 安永義)
- 빈떰 (Bình Tâm / 平心)
- 흐엉토푸 (Hướng Thọ Phú / 向壽富)
- 러이빈년 (Lợi Bình Nhơn / 利平仁)
- 년타인쭝 (Nhơn Thạnh Trung / 仁盛中)